# Ajvideboplatsen
Ajvideboplatsen är en gropkeramisk boplatslokal i Eksta socken på Gotland. Sedan 1983 har Stockholms universitet – senare Högskolan på Gotland – och Gotlands folkhögskola utfört arkeologiska undersökningar på fastigheten Ajvide 2:1. Detta har resulterat i att ett stort antal gravar från mellanneolitikum återfunnits.
På Ajvideboplatsen (bättre benämnt som Ajvidelokalen) har det påträffats 85 gravar med totalt 89 individer. Antalet gravar och den rikliga förekomsten av föremål i gravarna visar stora skillnader mellan den gotländska gropkeramiska kulturen mot fastlandets.
Efter fosfatkarteringar och provschakt har lokalens totalt yta bestämts till ca. 200 000 kvadratmeter.